# Dalpe
Dalpe je obec na jihu Švýcarska v kantonu Ticino, okrese Leventina. Nachází se v severní části kantonu, v údolí Valle Leventina. Žije zde necelých 200 obyvatel.

## Geografie

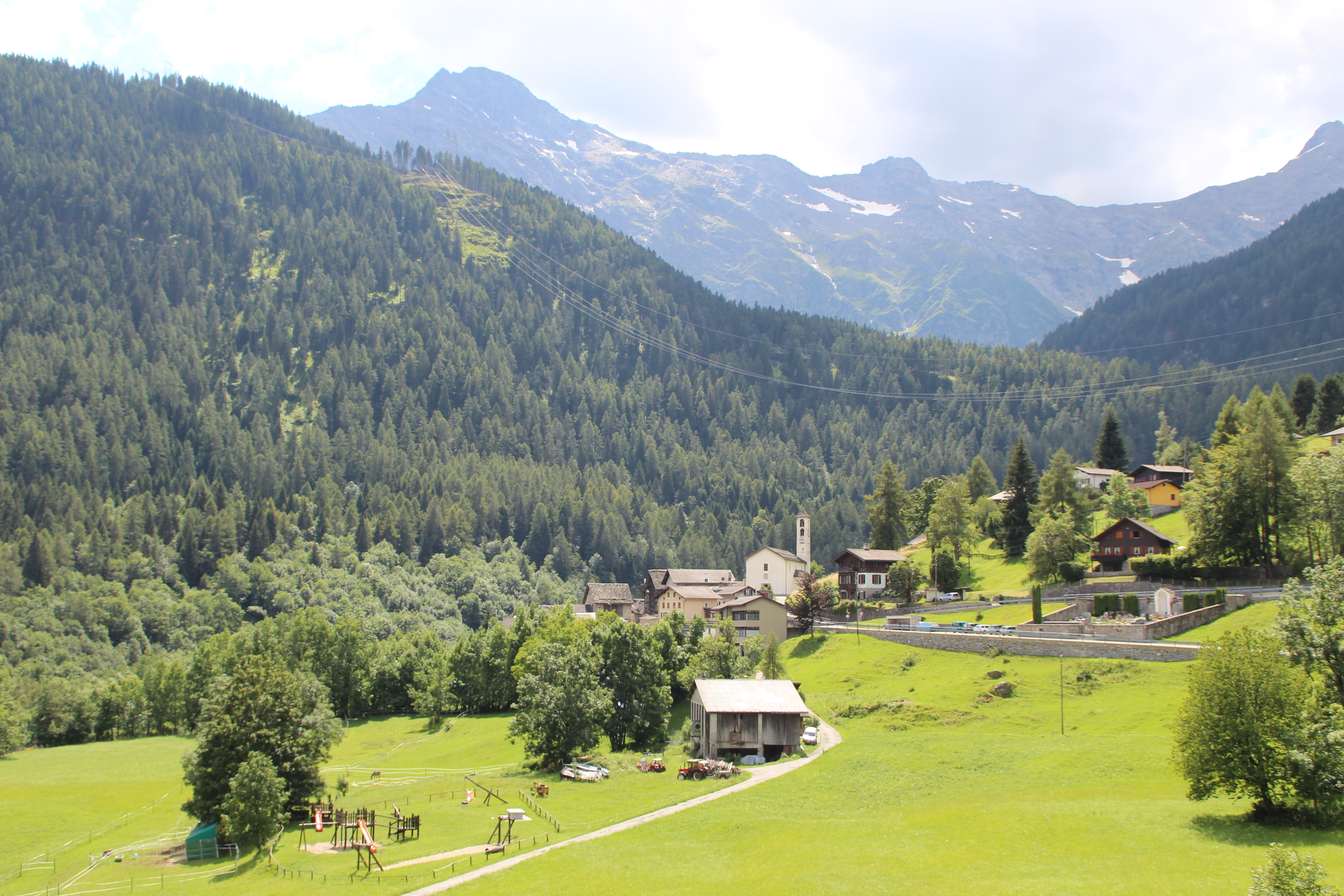
Dalpe

Dalpe je nejjižnější obcí Horní Leventiny (Alta Leventina) a spolu s obcemi Prato (Leventina) a Quinto patří do okrsku Quinto. V roce 1866 se Dalpe a Cornone oddělily od Prata.
Díky své poloze na náhorní plošině není Dalpe ovlivněno průjezdnou dopravou z Gotthardské osy. Obec se v průběhu 20. století vylidňovala a dnes má necelých 200 obyvatel obyvatel. Většina z nich dojíždí za prací nebo pracuje ve stavebnictví. Zemědělství dnes zaměstnává jen několik rodin. Od 50. let 20. století bylo v Dalpe a zejména v Cornone postaveno mnoho rekreačních domů, takže obec může v letních měsících čítat až okolo 800 obyvatel.
Na území obce leží údolí Val Piumogna. V horní části tohoto údolí se nachází chata Capanna Campo Tencia Švýcarského alpského klubu. Údolím protéká řeka Piumogna, která pramení nad horským jezerem Lago di Morghirolo na horním konci údolí. Jižně od Dalpe vytváří Piumogna první impozantní vodopád, který je vidět i z obce.

## Historie
První zmínka o obci pochází z roku 1217 jako Albe. Ve 13. století vedla z Faido přes Cornone do Prata cesta pro mezky v Gotthardském průsmyku. V roce 1866 se Dalpe oddělilo od Prata a vytvořilo samostatnou civilní farnost. Původní kostel v Dalpe pochází z roku 1338, kostel v Cornone byl postaven v 15. století. Současný farní kostel Santi Carlo e Bernardo pochází z roku 1661. Farnost byla založena v roce 1640, kdy byla oddělena od farnosti Prato. V roce 1904 byla otevřena silnice sjízdná pro automobily. V důsledku vystěhovalectví do Francie počet obyvatel ve druhé polovině 19. století prudce poklesl. Teprve v letech 1941–1960 se opět mírně zvýšil. V roce 1957 byla provedena meliorace, která urychlila výstavbu rekreačních domů a z Dalpe učinila atraktivní rekreační obec v Leventině. V roce 1940 byl otevřen lom na mramor, který byl však brzy uzavřen v důsledku válečných událostí. V roce 1998 byla zahájena výstavba malé vodní elektrárny, využívající síly říčky Piumogna.

## Obyvatelstvo
| Rok            | 1602 | 1745 | 1850 | 1900 | 1941 | 1950 | 1960 | 1970 | 1980 | 2000 | 2010 | 2020 |
| Počet obyvatel | 227  | 254  | 481  | 196  | 129  | 147  | 202  | 156  | 174  | 158  | 174  | 174  |

Údolí Leventina je jednou z italsky mluvících oblastí Švýcarska. Převážná většina obyvatel obce tak hovoří italsky.

## Hospodářství a doprava
V minulosti se obyvatelé Dalpe zabývali téměř výhradně zemědělstvím. V 19. století počet obyvatel prudce klesl, protože velká část obyvatel emigrovala. V současnosti se kromě zemědělství zaměřuje především na stavebnictví. Obec je v létě i v zimě také oblíbeným turistickým cílem.
Dálniční spojení poskytuje dálnice A2 (Basilej – Lucern – Gotthard – Lugano – Chiasso) s nejbližším sjezdem v Rodi-Fiesso. 
Nejbližší železniční stanicí je Faido na Gotthardské dráze, významné železniční trati, spojující střední Švýcarsko s kantonem Ticino.